# Mysidia diabola
Mysidia diabola är en insektsart som beskrevs av Broomfield 1985. Mysidia diabola ingår i släktet Mysidia och familjen Derbidae. Inga underarter finns listade i Catalogue of Life.